# Park Narodowy Jökulsárgljúfur

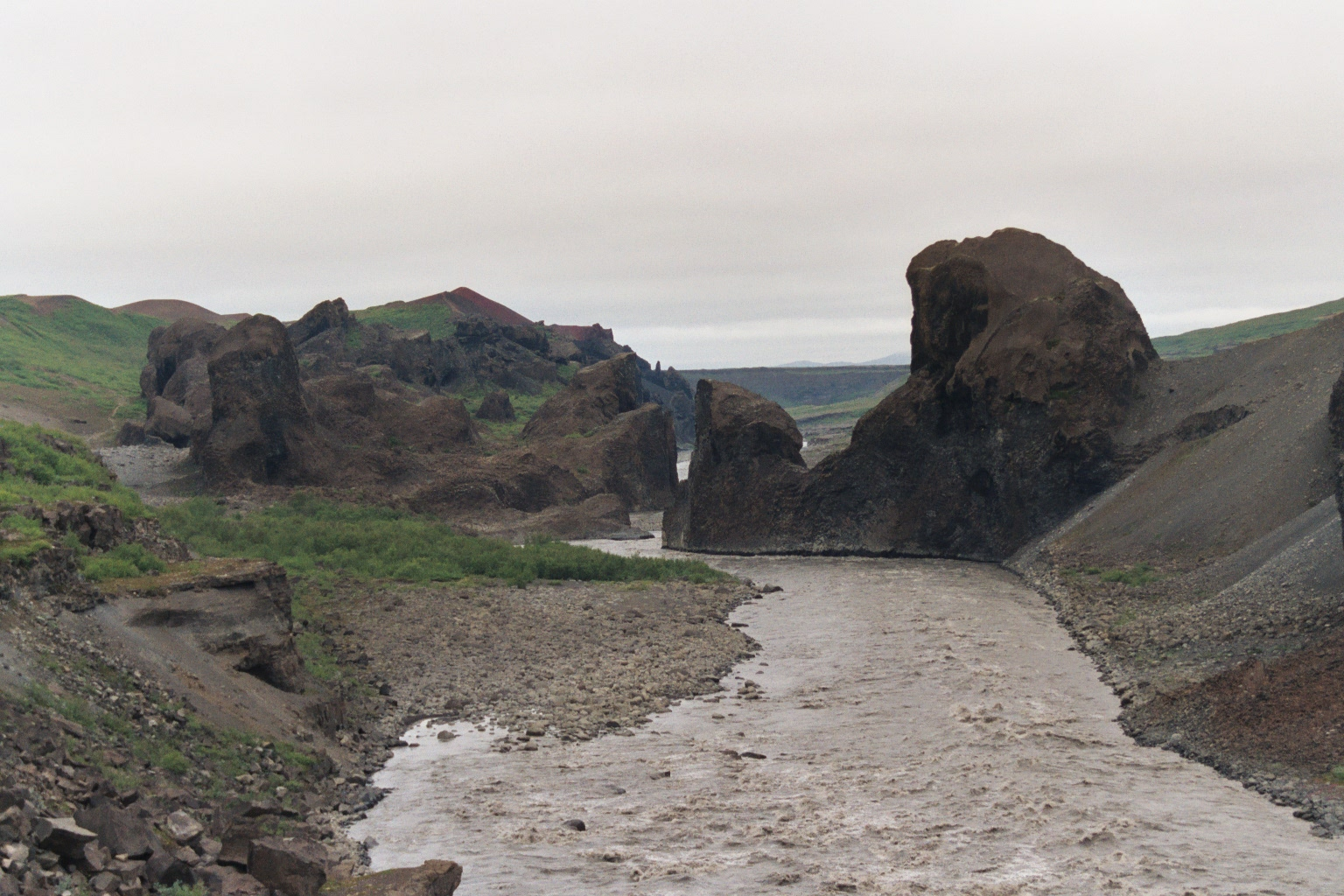
Formacje skalne znajdujące się na terenie parku

Park Narodowy Jökulsárgljúfur – były park narodowy znajdujący się w północnej części Islandii wokół fragmentu rzeki Jökulsá á Fjöllum. Położony na północ od wodospadu Dettifoss. Dnia 7 czerwca 2008 roku został włączony do Parku Narodowego Vatnajökull.

## Historia
Około 8 tys. lat temu doszło do erupcji wulkanu bezpośrednio pod lodowcem, czego skutkiem były powodzie lodowcowe (zwane Jökulhlaup) oraz wybuchy, w wyniku których uformowała się rzeźba terenu.
Park został utworzony w 1973 roku i obejmował obszar kanionów Jökulsárgljúfur (isl. Lodowiec-Rzeka-Kanion). W 1978 roku w obszar parku włączono tereny na północ od parku, w tym wąwóz Ásbyrgi.

## Atrakcje przyrodnicze

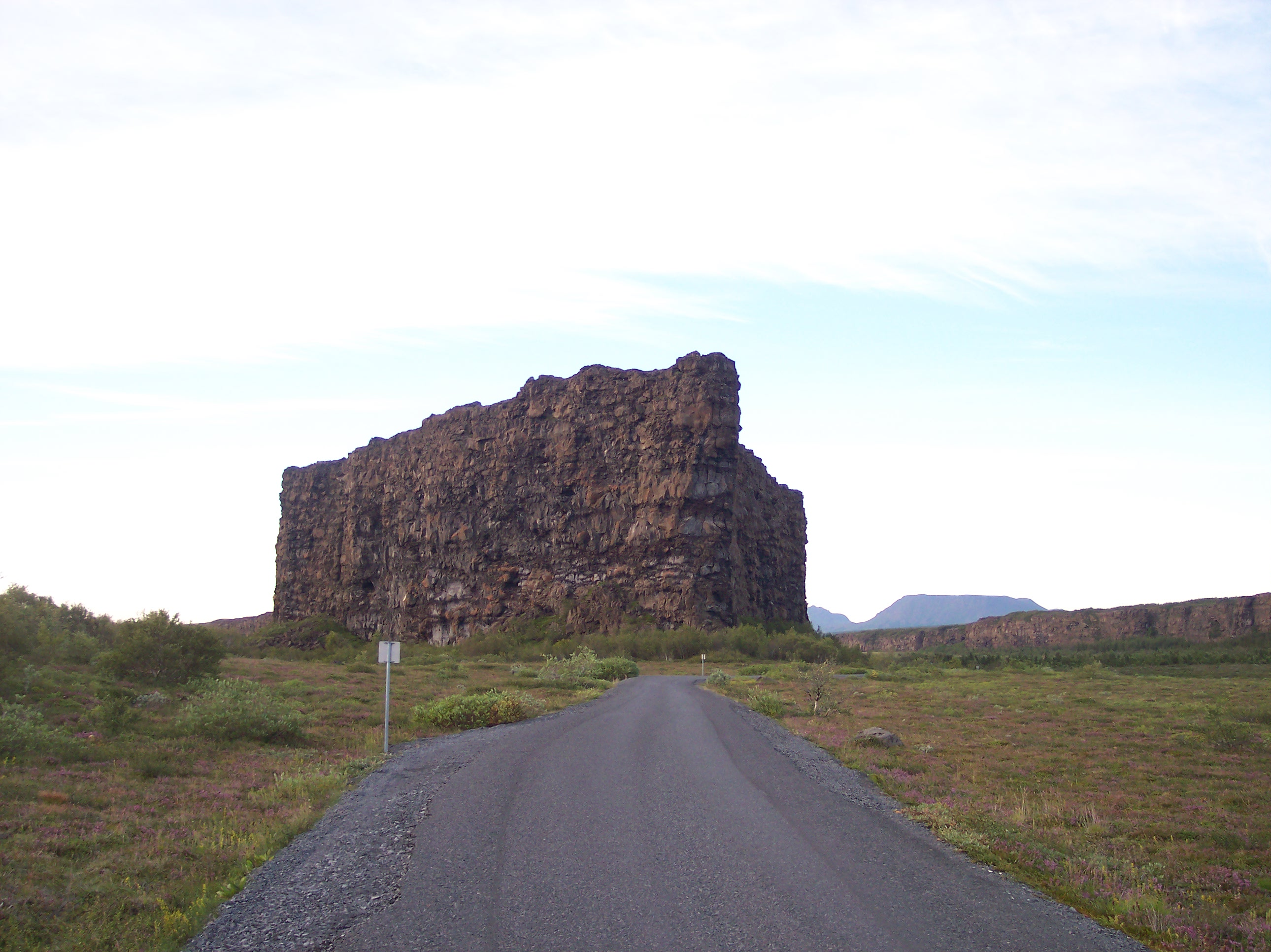
Skała Eyjan przy wąwozie Ásbyrgi

Na terenie parku znajdowały się chaotyczne przełomy rzeki Jökulsá á Fjöllum oraz skały i głazy pochodzenia wulkanicznego. W centrum parku znajdowała się Hljóðaklettar (isl. Skała Ech). Ważną atrakcją była Rauðhólar (isl. Czerwona Góra), a także wąwóz Ásbyrgi o kształcie zbliżonym do podkowy.